# Maorščina
Maórščina (maorsko reo Māori) je vzhodnopolinezijski jezik in jezik Maorov, avtohtonega prebivalstva celinske Nove Zelandije. Je član avstronezijske jezikovne družine in je soroden maorščini Cookovih otokov, tuamotujščini in tahitijščini. Z zakonom o maorskem jeziku iz leta 1987 je bil jezik priznan kot eden od uradnih jezikov Nove Zelandije. Obstajajo regionalna narečja maorskega jezika. Pred stiki z Evropejci maorski jeziki niso imeli pisnega jezika ali pisave. Pisani maorski jezik zdaj uporablja latinico, ki so jo v 19. stoletju v sodelovanju z angleškimi protestantskimi duhovniki sprejeli severni Maori in standardizirali pisavo.